# Dynamine arene
Dynamine arene är en fjärilsart som beskrevs av Jacob Hübner 1816/24. Dynamine arene ingår i släktet Dynamine och familjen praktfjärilar. Inga underarter finns listade i Catalogue of Life.

## Bildgalleri

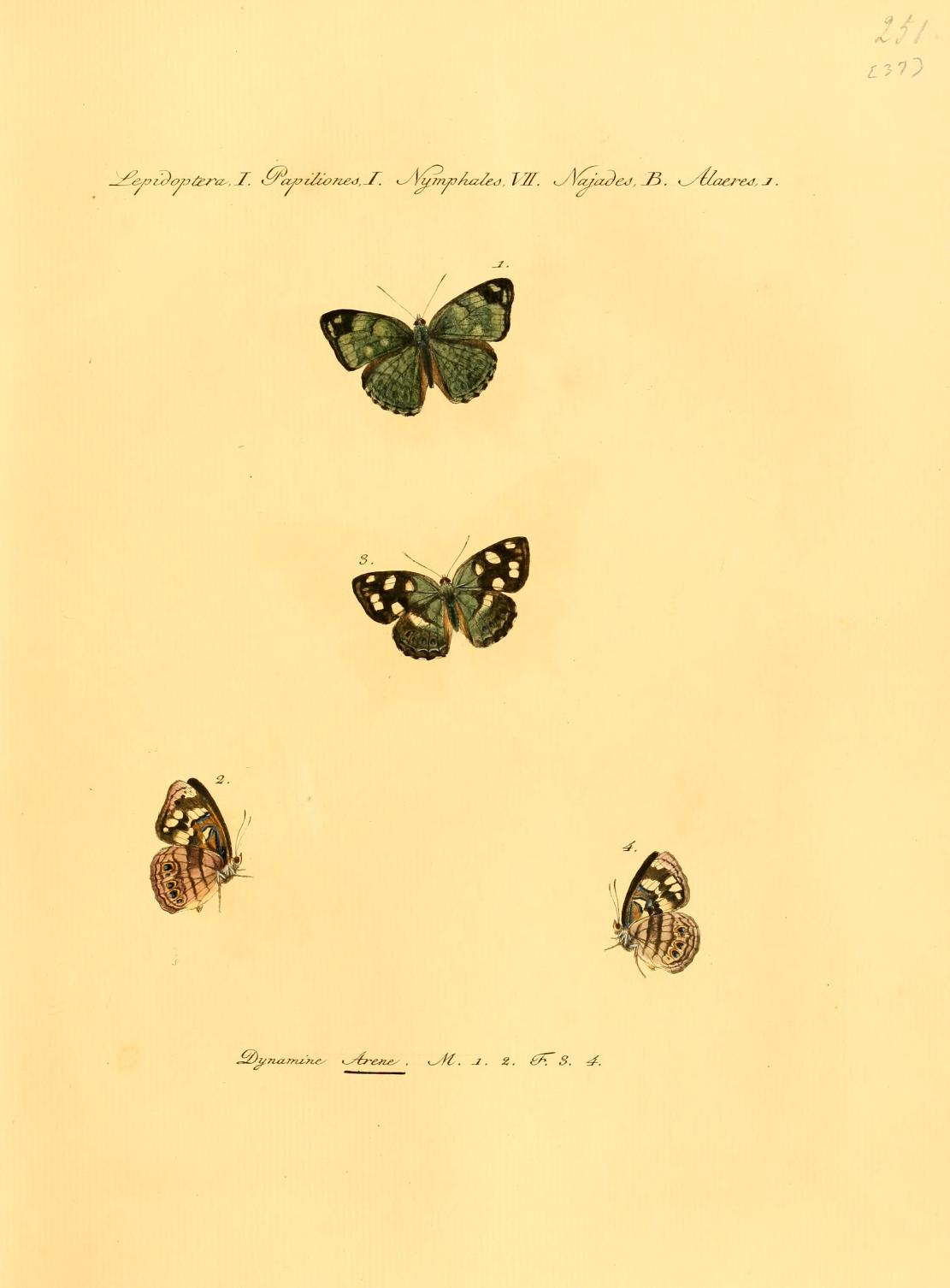